# VSS Vintorez
Il VSS (in lingua russa Винтовка Снайперская Специальная, Vintovka Snayperskaya Spetsialnaya o "Fucile di precisione speciale"), anche chiamato Vintorez ("trancia filo"), è un fucile di precisione progettato nei tardi anni ottanta dalla TsNIITochMash e sviluppato dagli arsenali Tula.
È usato principalmente dalle unità Spetsnaz del Ministero dell'Interno della Federazione Russa e dai Sabotatori dell'Esercito Russo per operazioni sotto copertura o clandestine, una sua abilità evidente è quella di poter essere smontato e riposto in una valigetta appositamente preparata.

## Dettagli del design
Tutti i principi di soppressione del suono usati sul VSS sono derivati dal AS Val. L'intera canna è avvolta in un grande silenziatore, ed il silenziatore è removibile per la manutenzione, ma non si dovrebbe sparare senza di esso. Il calcio ha due ampie aperture, di cui quella inferiore serve per una presa più salda.
I proiettili che spara sono i subsonici 9x39mm SP-5, molto efficaci per penetrare la corazzatura per il corpo (giubbotti antischegge/antiproiettile). A tal proposito, il proiettile è dotato di una punta di acciaio o di tungsteno ad alta densità di 6 mm (0,2 pollici), per penetrare l'acciaio piatto a 100 m; a 2 mm (0.1 in) la lamiera di acciaio o di un casco standard per esercito può essere completamente penetrata a 500 m, anche se la cartuccia rimane efficace da non oltre i 400 m. Sull'arma si può installare un'ottica diurna PSO-1-1 o 1P43, insieme ad un sistema di visione notturna di seconda generazione 1PN-51 o 1PN-75.